# Carlos Nuno Castel-Branco
Carlos Nuno Castel-Branco (* 1960 in Lourenço Marques, Portugiesisch-Ostafrika) ist ein mosambikanischer Politikwissenschaftler, Wirtschaftswissenschaftler, Hochschuldozent, Publizist und Menschenrechtsaktivist. Er gilt als eine der bekanntesten Personen der mosambikanischen Zivilgesellschaft. Er ist Gründer des Instituto de Estudos Sociais e Económicos.

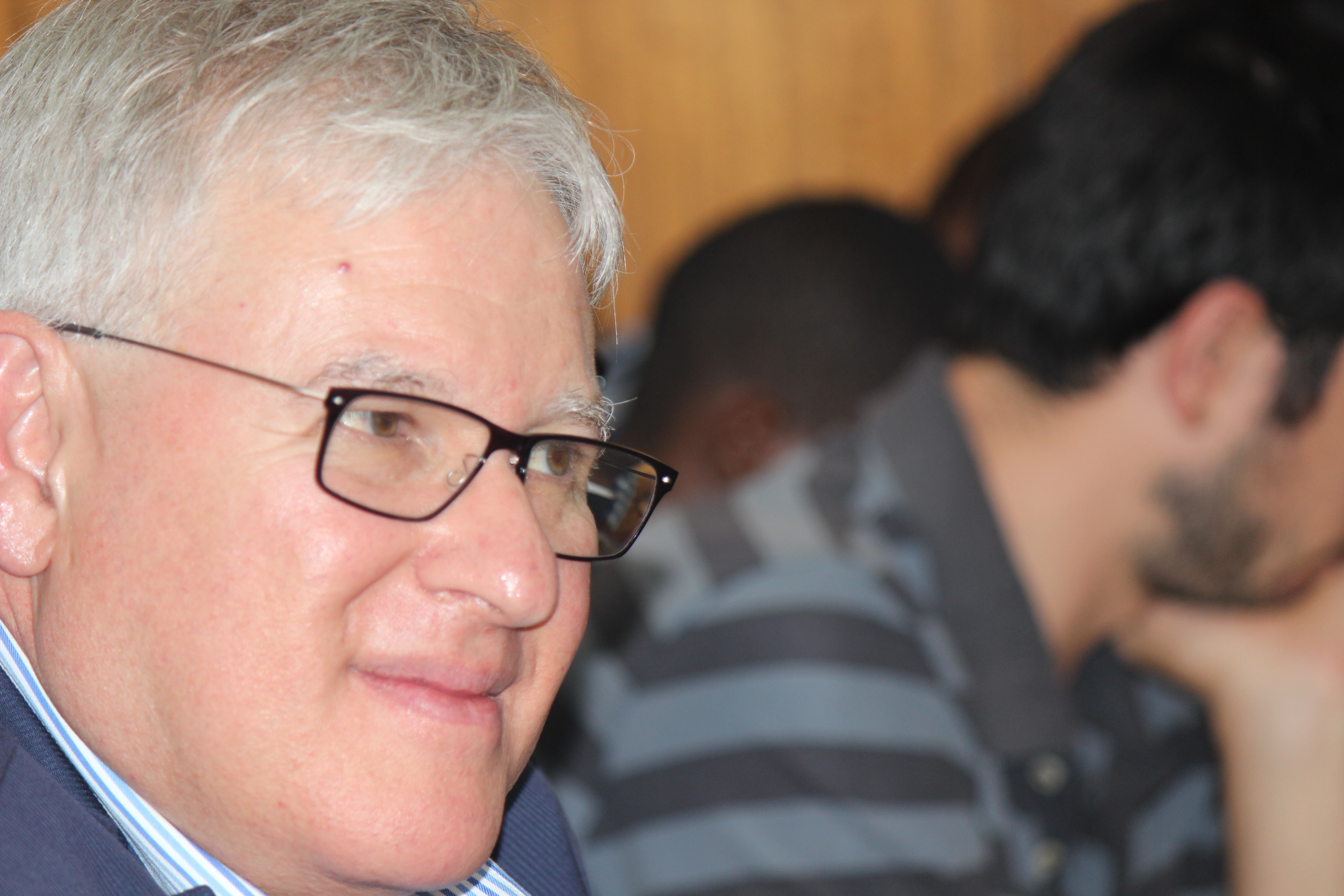
Carlos Nuno Castel-Branco

## Leben
Carlos Nuno-Castel Branco wurde 1960 in der damaligen portugiesischen Kolonie Portugiesisch-Ostafrika geboren, die sich 1975 für unabhängig erklärte. Castel-Branco und seine Familie verblieben in Mosambik, trotz eines Aufrufs der FRELIMO an alle Portugiesen das Land zu verlassen.
Nachdem er für kurze Zeit (1976/77) eine Erwachsenenschule in Maputo leitete, wurde Castel-Branco in die staatliche Armee (Forças Populares de Libertação de Moçambique) eingezogen, in der er bis 1983 diente. Parallel studierte er Entwicklungswissenschaften (Estudos de Desenvolvimento) am Zentrum für Afrikanische Studien (Centro de Estudos Africanos) der Universidade Eduardo Mondlane in Maputo, wo er 1982 mit dem Diplom abschloss. 1983 wechselte er als Beamter zur FRELIMO-Partei. Dort arbeitete er bis 1989 in der politischen Abteilung des Zentralkomitees. 1989/1990 war Castel-Branco kurzzeitig als Berater im mosambikanischen Ministerium für Industrie und Energie tätig.
In den 1990er Jahren widmete sich Castel-Branco seiner akademischen Karriere. Zunächst absolvierte er 1991 eine postgraduale Ausbildung in Economic Development an der University of East Anglia, der er 1992 einen Master in Industrial Development an der gleichen Einrichtung anschloss. 1997 schloss er seinen Master of Science in Economic Development an der University of Oxford ab. 2002 habilitierte sich Castel-Branco im Bereich der Wirtschaftswissenschaften an der SOAS mit dem Thema: „Economia Política da Política Industrial: o caso de Moçambique“ (Wirtschaftspolitik der Industriepolitik: Der Fall Mosambik).
Castel-Branco gründete zusammen mit anderen mosambikanischen Wissenschaftlern das unabhängige Forschungsinstitut Instituto de Estudos Sociais e Económicos. Von 2007 bis 2012 leitete er diese Einrichtung, bis heute ist er hier einer der Forschungsgruppenleiter.
Castel-Branco lehrt bis heute an der Universidade Eduardo Mondlane. Er ist zudem assoziierter Forscher an der SOAS und am Institute for Development Policy and Management der University of Manchester.

## Öffentliches Wirken
Carlos Nuno Castel-Branco gilt als eine der bekanntesten Personen der mosambikanischen Zivilgesellschaft. Das frühere FRELIMO-Mitglied äußert sich regelmäßig kritisch über den Partei- und Staatsapparat und prangert Korruption, Misswirtschaft, Nepotismus und Vereinnahmung des Staatswesens durch die Partei an. Er gilt als Kritiker von staatlicher Seite vorangetriebenen Großprojekten, wie Mozal, Brücke Maputo–Katembe etc. Castel-Branco schreibt regelmäßig für die als Oppositionsmedien geltenden Zeitungen MediaFax und Canal de Moçambique.
Im November 2013 veröffentlichte Castel-Branco via Facebook einen offenen Brief an den damaligen Staatspräsidenten Armando Guebuza. In diesem warf er dem Präsidenten vor, sich auf Kosten des Landes zu bereichern und das Land „in den Faschismus“ führen zu wollen. Der Brief fand in den sozialen Netzwerken eine starke Verbreitung, die Oppositionsmedien MediaFax, Canal de Moçambique und Verdade druckten den Brief ebenso ab. Daraufhin erhob die Generalstaatsanwalt der Republik Mosambik Anklage gegen Castel-Branco, Fernando Veloso (Chefredakteur von Canal de Moçambique) und Fernando Banze (Chefredakteur von MediaFax) aufgrund von die „staatliche Sicherheit“ gefährdender Straftaten. Menschenrechtsorganisationen, wie beispielsweise Amnesty International, protestierten umgehend. Das Strafgericht des Stadtbezirks Kampfumo sprach Castel-Branco und den Mitangeklagten Mbanze letztendlich jedoch frei und sah die Kritik Castel-Brancos und die Verbreitung dieser durch die in der Verfassung garantierte Meinungsfreiheit gedeckt.